# دین پال مارتین
دین پال مارتین (انگلیسی: Dean Paul Martin؛ ۱۷ نوامبر ۱۹۵۱ – ۲۱ مارس ۱۹۸۷) یک هنرپیشه، افسر (ارتش)، و خواننده اهل ایالات متحده آمریکا بود.